# العلاقات الصومالية الفرنسية
العلاقات الصومالية الفرنسية هي العلاقات الثنائية بين الصومال وفرنسا.

## التاريخ

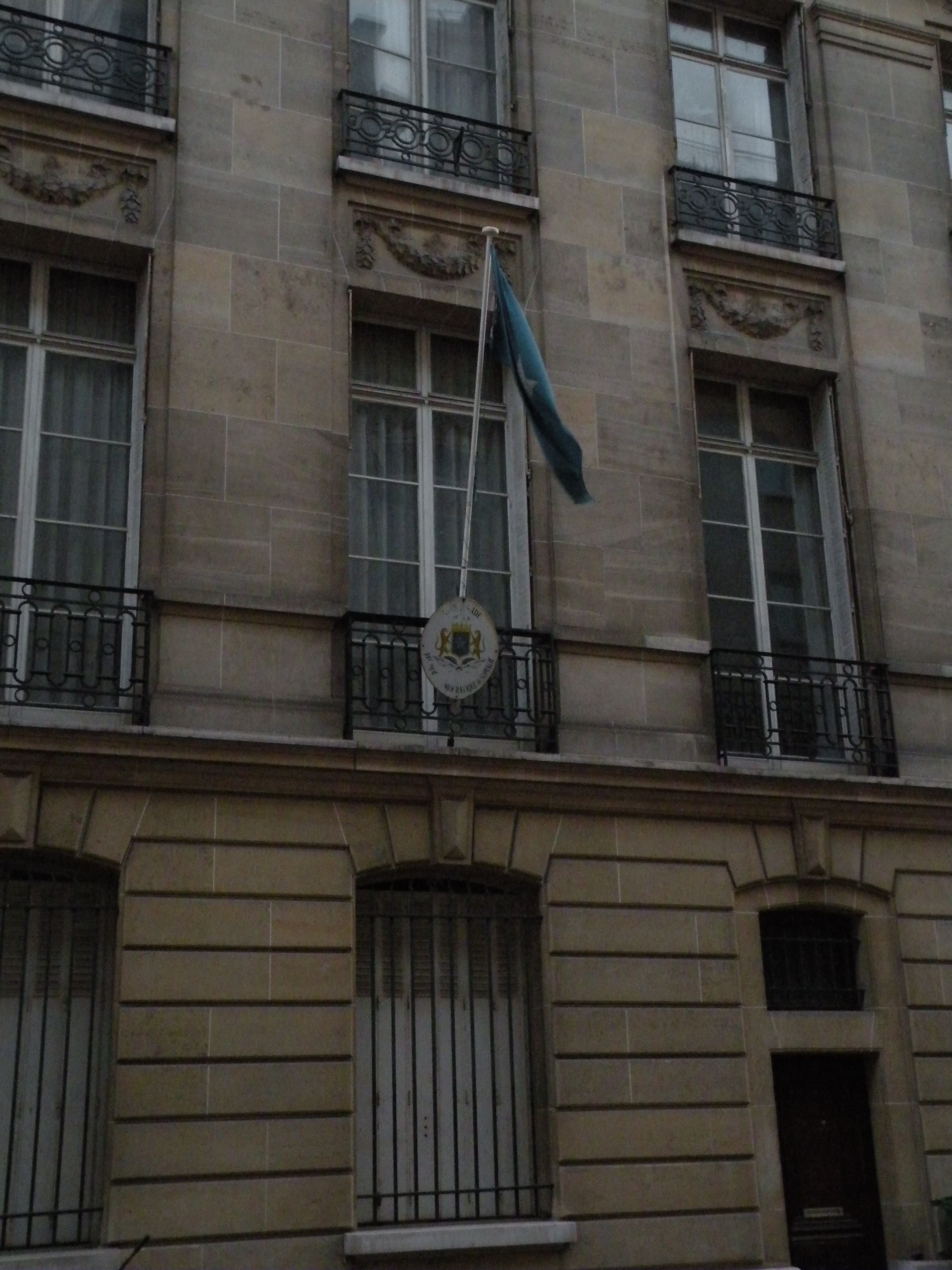
سفارة الصومال في باريس

أقامت الصومال وفرنسا علاقات ثنائية بعد حصول الصومال على استقلالها بمدة قصيرة. افتتحت الحكومة الفرنسية سفارة في مقديشو، وافتتحت الصومال سفارة لها في باريس. أوقفت السفارة الفرنسية عملياتها في شهر يونيو من عام 1993، وذلك عقب اندلاع الحرب الأهلية في الصومال. حافظت فرنسا على علاقات دبلوماسية مع الحكومة الانتقالية خلال السنوات اللاحقة ومع خليفتها الحكومة الاتحادية الانتقالية. كما دعمت المبادرات المحلية للاتحاد الأوروبي والمجتمع الدولي الرامية لتحقيق السلام في البلاد.
رحبت السلطات الفرنسية بتشكيل حكومة الصومال الاتحادية في شهر أغسطس 2012، وأكدت على دعم فرنسا المستمر لحكومة الصومال وسيادته وسلامته الإقليمية.

## البعثات الدبلوماسية
عينت الحكومة الفرنسية ريمي ماريجاوكس سفيراً لها في يناير 2014، وذلك بعد التحسن الكبير للوضع الأمني. وقدم السفير ماريجاوكس وثائق تفويضه إلى الرئيس الصومالي حسن شيخ محمود في احتفال أقيم في مقديشيو.

## وصلات خارجية
الصومال - الحكومة الفرنسية